# 無限なる宇宙の創造者を崇敬する汝らが
『無限なる宇宙の創造者を崇敬する汝らが』（むげんなるうちゅうのそうぞうしゃをすうけいするなんじらが、ドイツ語: Die ihr des unermeslichen Weltalls Schöpfer ehrt）ハ長調 K.619は、モーツァルトが作曲したドイツ語小カンタータ（Eine kleine deutsche Kantate）。1791年7月6日に完成した（ウィーン）。フリーメイソンのモーツァルトがフリーメイソンのために作曲した作品である。作詞はフランツ・ハインリヒ・ツィーゲンハーゲン（Franz Heinrich Ziegenhagen）。作詞者ツィーゲンハーゲンは1775年にレーゲンスブルクのフリーメイソンロッジ「gerechte und vollkommene Loge der wachsenden zu den drei Schlüsseln」で第1階級「徒弟」（ドイツ語: Lehrling）のフリーメイソンになった。ツィーゲンハーゲンはこの作曲をモーツァルトに依頼した。

## 構成
Andante maestoso（ハ長調） / recitativo

Andante（ハ長調）

Allegro（ハ長調）

Andante（ニ短調）

Andante（ニ短調）

Allegro（ハ長調）